# Tour of the Universe: Live in Barcelona
Tour of the Universe: Live in Barcelona – wydawnictwo grupy Depeche Mode zawierające nagrania z trasy koncertowej Tour of the Universe, która odbyła się w latach 2009–2010 w Barcelonie. Materiał nagrany podczas koncertu został wydany 5 listopada 2010 r. przez EMI. Jest to pierwsze wydawnictwo grupy, które pojawiło się również w formacie Blu-ray.
Box wydano w trzech formatach: standardowym (2 CD), deluxe (DVD) i Blu-ray.

## Lista

### DVD 1
1. In Chains (Sounds of the Universe, 2009)
2. Wrong (Sounds of the Universe, 2009)
3. Hole To Feed (Sounds of the Universe, 2009)
4. Walking in My Shoes (Songs of Faith and Devotion, 1993)
5. It’s No Good (Ultra, 1997)
6. A Question of Time (Black Celebration, 1986)
7. Precious (Playing the Angel, 2005)
8. Fly on the Windscreen (Black Celebration, 1986)
9. Jezebel (Sounds of the Universe, 2009)
10. Home (Ultra, 1997)
11. Come Back (Sounds of the Universe, 2009)
12. Policy of Truth (Violator, 1990)
13. In Your Room (Songs of Faith and Devotion, 1993)
14. I Feel You (Songs of Faith and Devotion, 1993)
15. Enjoy the Silence (Violator, 1990)
16. Never Let Me Down Again (Music for the Masses, 1987)
17. Dressed in Black (Black Celebration, 1986)
18. Stripped (Black Celebration, 1986)
19. Behind the Wheel (Music for the Masses, 1987)
20. Personal Jesus (Violator, 1990)
21. Waiting for the Night (Violator, 1990)

- Bonus track

1. World in My Eyes (Violator, 1990)
2. Sister of Night (Ultra, 1997)
3. Miles Away/The Truth Is (Sounds of the Universe, 2009)
4. One Caress (Songs of Faith And Devotion, 1993)

### DVD 2
1. „A tour documentary”

1. Tour of the Universe – Screens
  1. „In Chains”
  2. „Walking in My Shoes”
  3. „Precious”
  4. „Come Back”
  5. „Enjoy the Silence”
  6. „Personal Jesus”
  7. „Policy of Truth”

1. Tour of the Universe – Rehearsals
  1. „Wrong”
  2. „Walking in My Shoes”

1. „Hole To Feed” (Live Screen Montage)
2. „Behind the Wheel” (Barcelona Montage)
3. „Never Let Me Down Again” (Live Screen Montage)
4. „Insight” (Live) (filmed in Birmingham on December 13, 2009)

1. Sounds of the Universe – Videos
  1. „Wrong”
  2. „Peace”
  3. „Hole To Feed”
  4. „Fragile Tension”